# Live and Kickin Part One
Live and Kickin Part One è un album live ufficiale della band 100 Monkeys. Pubblicato il 20 luglio 2010 contiene brani live eseguiti durante il loro primo tour, 100 City Tour, che ha toccato la West Coast statunitense. L'album contiene versioni aggiornate dei brani Shock and Fight e Little Black Book. L'album è stato prodotto dalla casa discografica Awesome Sauce Records.

## Tracce
1. The Fair – 3:09
2. Orson Brawl – 5:24
3. Kolpix – 3:54
4. Made of Gold – 3:56
5. Ugly Girl – 4:31
6. Little Black Book – 5:00
7. Looker – 5:07
8. Shock and Fight – 3:30
9. Grocery Store No More – 5:55
10. Wings On Fire – 4:42
11. Sleeping Giants – 4:10
12. LDF – 5:04
13. Wasteland Too – 6:08